# Roger Pipoz
Roger Pipoz, né le 1er janvier 1905 à Neuchâtel et mort le 26 mai 1956 à Genève, est un coureur cycliste suisse. Professionnel de 1926 à 1943, il a été champion de Suisse de cyclo-cross en 1927 et 1928.

## Palmarès
- 1926
  - Circuit du Jura
  - 3e du championnat de Suisse sur route
  - 3e de la Polymultipliée
- 1927
  -  Champion de Suisse de cyclo-cross
  - Circuit du Jura
  - 3e du Circuit du Forez
- 1928
  -  Champion de Suisse de cyclo-cross
  - Circuit du Forez
  - Grand Prix d'Issoire
  - 3e du Circuit des villes d'eaux d'Auvergne
- 1929
  - Grand Prix d'Issoire
  - 2e du Grand Prix de Thizy
- 1930
  - Circuit des monts du Roannais
  - 3e du Grand Prix d'Issoire
- 1931
  - 3e du Circuit Franco-Suisse
- 1932
  - 2e du Circuit du Mont-Blanc
- 1933
  - 2e du Circuit du Forez
  - 2e du championnat de Suisse sur route
  - 2e du Grand Prix de la Tribune du Centre
- 1934
  - 3e du Tour du lac Léman

## Résultats sur les grands tours

### Tour de France
- 1931 : 21e
- 1932 : abandon (6e étape)
- 1933 : 36e